# Bois (Charente-Maritime)
Bois ist eine französische Gemeinde mit 519 Einwohnern (Stand: 1. Januar 2022) im Département Charente-Maritime in der Region Nouvelle-Aquitaine; sie gehört zum Arrondissement Jonzac und zum Kanton Pons. Die Einwohner werden Boisiens genannt.

## Geographie
Bois liegt etwa 28 Kilometer südlich von Saintes. Umgeben wird Bois von den Nachbargemeinden Saint-Palais-de-Phiolin im Norden, Saint-Genis-de-Saintonge im Osten, Plassac im Südosten, Saint-Ciers-du-Taillon im Süden, Lorignac im Südwesten sowie Champagnolles im Westen und Nordwesten.
Durch die Gemeinde führt die Autoroute A10.

## Bevölkerungsentwicklung
| Jahr                       | 1962 | 1968 | 1975 | 1982 | 1990 | 1999 | 2006 | 2019 |
| Einwohner                  | 472  | 473  | 459  | 456  | 427  | 428  | 447  | 517  |
| Quellen: Cassini und INSEE |      |      |      |      |      |      |      |      |

## Sehenswürdigkeiten
- Kirche Saint-Pierre aus dem 12. Jahrhundert, Umbauten aus dem 15. Jahrhundert, Monument historique
- Schloss Malvillars aus dem 17./18. Jahrhundert
- Herrenhaus Saint Julien
- Brücke von Jagoine

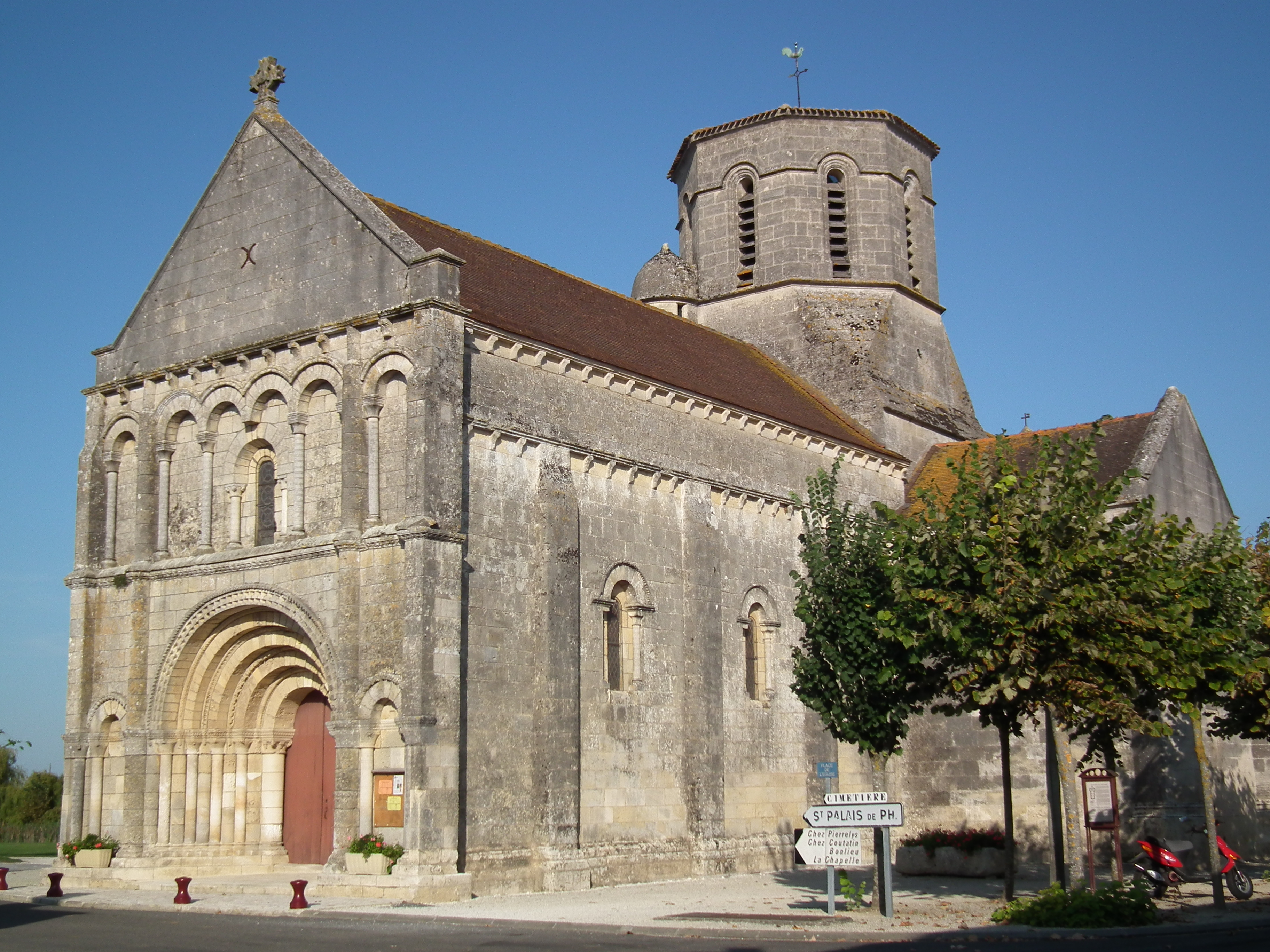
Kirche Saint-Pierre
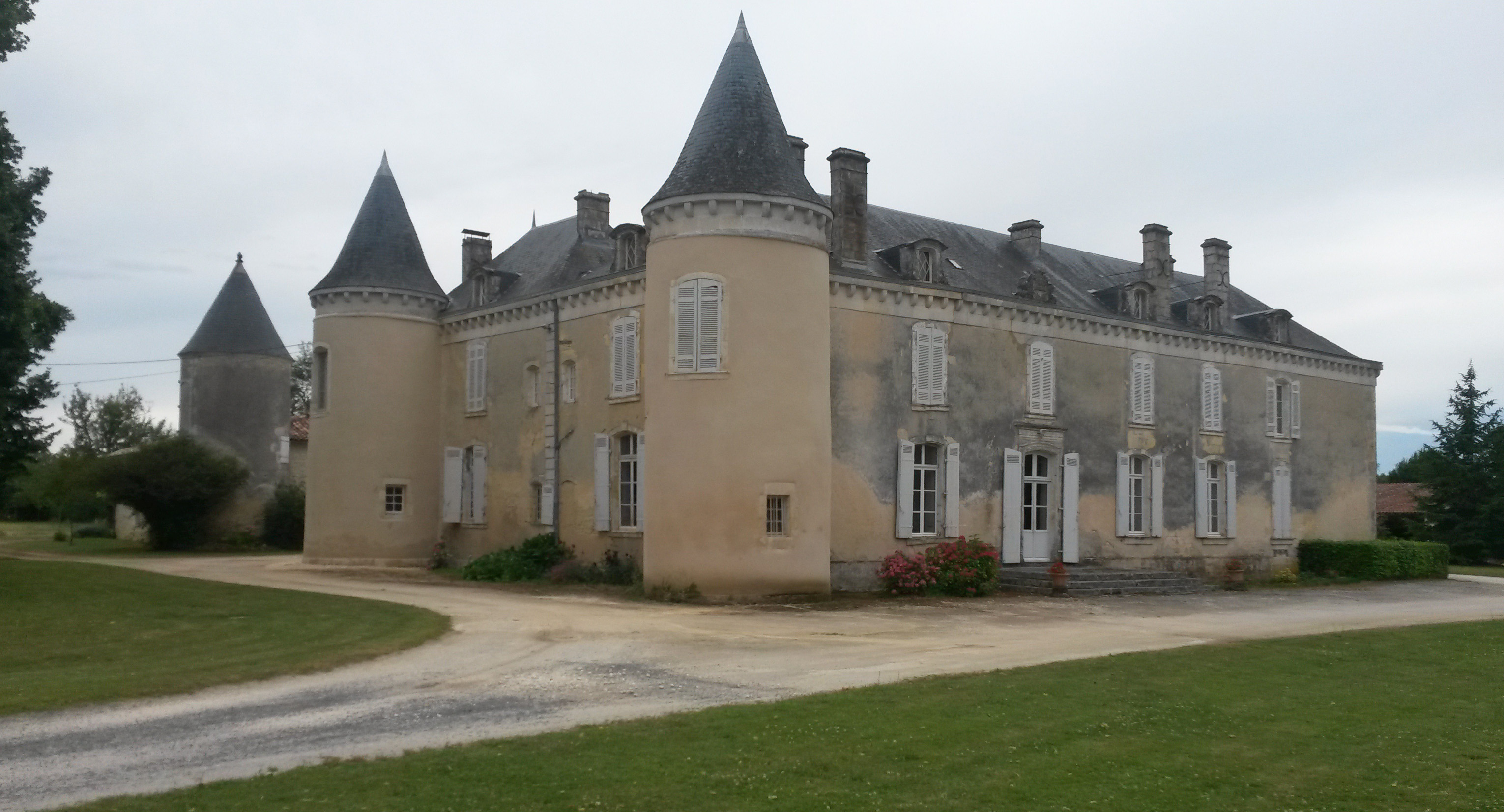
Schloss Malvillars
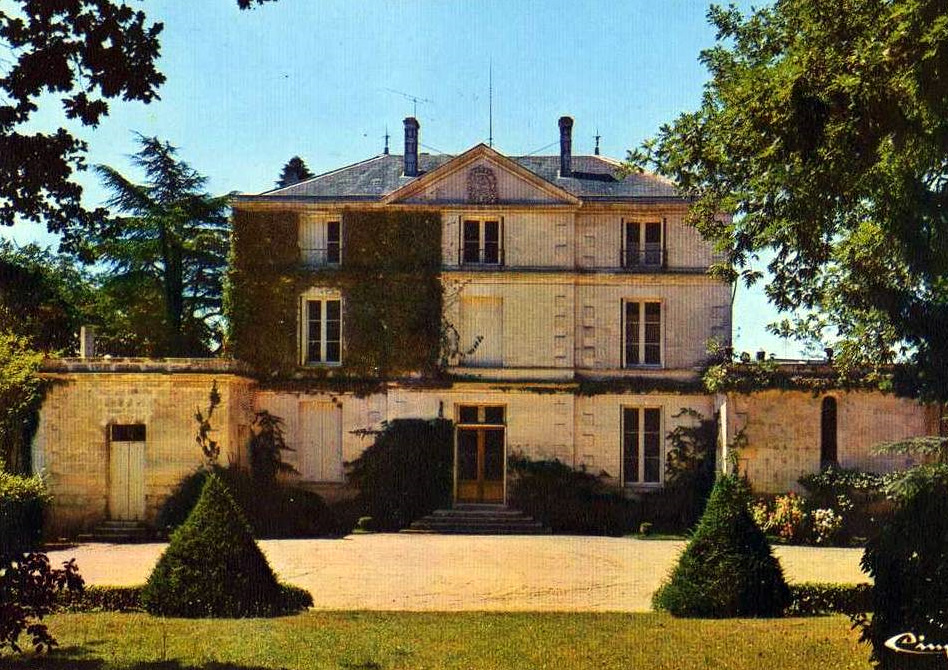
Herrenhaus Saint Julien